# Samsung SGH-D600
Samsung SGH-D600 (и его преемник D600i) — это GSM мобильный телефон, выпущенный в первом квартале 2005 года компанией Samsung Electronics.
SGH-D600i — это более поздняя версия SGH-D600, выпущенная в 2007 году для решения проблем, связанных с поддержкой microSD-карты.

## Функции и спецификации
Samsung SGH-D600 является преемником Samsung SGH-D500, и отличается от него немного измененным дизайном, 2-мегапиксельной камерой с более высоким разрешением, расположенной снаружи выдвижной области вместо внутренней, ТВ-выходом, и поддержкой внешних карт флэш-памяти microSD. Также в комплект входит Picsel Viewer для документов Microsoft Office. Он доступен в двух цветах — сером и красном. SGH-D600 также оснащен камерой с разрешением 1600x1200 пикселей, возможностью подключения Bluetooth и экраном 240x320 пикселей..
Время работы аккумулятора в режиме ожидания составляет до 300 часов, а в режиме разговора — до 7 часов..

## Приём и критика
The Register высоко оценил его внешний вид и небольшие размеры.
Trusted Reviews поставил ему оценку 9/10, назвав его «великолепно выглядящим телефоном с экраном, который заставляет стыдиться другие телефоны».
CNet дал положительный отзыв, оценив его в 3,5/5 баллов, отметив, что он «хорош как для профессионалов, так и для тех, кто ищет забавные функции»..
Низкое качество визуального ТВ изображения телефона подверглось критике.